# Cercozoa
Cercozoa là một nhóm các sinh vật đơn bào. Chúng thiếu các đặc điểm hình thái học chung ở mức độ vi mô, được xác định bằng các phân tử phylogenies rRNA và actin hoặc polyubiquitin.